# دنزل داگلاس
دنزل داگلاس (انگلیسی: Denzil Douglas؛ زادهٔ ۱۴ ژانویهٔ ۱۹۵۳) یک سیاست‌مدار اهل سنت کیتس و نویس است.